# Герб Самарівського району
Герб Самарівського райо́ну затверджений 11 листопада 2003 р. рішенням № 9-10/XXIV сесії Новомосковської районної ради.

## Опис
Щит перетятий, на верхньому лазуровому полі виходить золотий соняшник із червоною серцевиною, на нижньому зеленому полі дві лазурові шиповидні нитяні балки, під балками дві перехрещені срібні козацькі шаблі вістрям угору. Щит обрамлений золотим колоссям пшениці, оповитими синьо-жовтою стрічкою.

## Значення
Символіка герба відбиває економічні і природничі особливості та історичне минуле Новомосковського району. Соняшник, який, наче сонце на синьому небі, сходить на верхньому полі герба, уособлює розвинуте рослинництво та символізує достаток і процвітання району.
Лазурові шиповидні балки символізують численні річки, що протікають територією району, найбільшою серед яких є Самара. Перехрещені козацькі шаблі нагадують про славне минуле краю, який за часів існування Запорізької Січі входив до Самарської паланки Війська Запорозького із центром у Самарському городку (теперішньому Новомосковську).
Автор — О. Б. Мала.
Комп'ютерна графіка — К. М. Богатов.